# Fatima El Allami
Fatima Zahrae El Allami (ur. 26 marca 1989 w Meknesie) – marokańska tenisistka, reprezentantka kraju w rozgrywkach Pucharu Federacji.

## Kariera tenisowa
W karierze wygrała trzy singlowe i dwanaście deblowych turniejów rangi ITF. 1 listopada 2010 zajmowała najwyższe miejsce w rankingu singlowym WTA Tour – 433. pozycję, natomiast 20 lipca 2009 osiągnęła najwyższą lokatę w deblu – 420. miejsce.
W latach 2008–2013 reprezentowała Maroko w Pucharze Federacji. Rozegrała trzydzieści spotkań, wygrywając dziewiętnaście z nich.
W 2009 roku podczas igrzysk śródziemnomorskich w Pescarze razem z Nadiją al-Alami zdobyła brązowy medal w grze podwójnej.

## Wygrane turnieje rangi ITF
| turnieje z pulą nagród 100 000 $ |
| turnieje z pulą nagród 75 000 $  |
| turnieje z pulą nagród 50 000 $  |
| turnieje z pulą nagród 25 000 $  |
| turnieje z pulą nagród 15 000 $  |
| turnieje z pulą nagród 10 000 $  |

### Gra pojedyncza
|    | Data       | Turniej  | Naw.    | Przeciwniczka     | Wynik       |
| 1. | 31/08/2008 | La Marsa | Ceglana | Davinia Lobbinger | 7:6(0), 6:2 |
| 2. | 27/09/2009 | Espinho  | Ceglana | Elixane Lechemia  | 6:3, 6:2    |
| 3. | 26/09/2010 | Algier   | Ceglana | Zuzana Linhová    | 6:1, 6:4    |

### Gra podwójna
|     | Data       | Turniej                    | Naw.    | Partnerka           | Przeciwniczki                      | Wynik          |
| 1.  | 23/03/2008 | Ajn Suchna                 | Ceglana | Fatima an-Nabhani   | Jelizawieta Rybakowa Nadège Vergos | 6:4, 6:4       |
| 2.  | 03/08/2008 | Rabat                      | Ceglana | Lisa Sabino         | Sopia Kwacabaia Awgusta Cybyszewa  | 6:0, 6:3       |
| 3.  | 17/08/2008 | Koksijde                   | Ceglana | Hayley Ericksen     | Josanne van Bennekom Nadege Vergos | 4:6, 6:3, 10–7 |
| 4.  | 31/08/2008 | La Marsa                   | Ceglana | Lina Bennani        | Davinia Lobbinger Mika Urbančič    | 4:6, 6:4, 11–9 |
| 5.  | 12/10/2008 | Espinho                    | Ceglana | Catarina Ferreira   | Lina Bennani Weronika Domagała     | 6:1, 6:3       |
| 6.  | 26/10/2008 | Vila Real de Santo António | Ceglana | Nadija al-Alami     | Raffaella Bindi Claire Lablans     | 6:4, 6:3       |
| 7.  | 11/02/2009 | Majorka                    | Ceglana | Rebeca Bou Nogueiro | Leticia Costas Lucia Sainz-Pelegri | 6:4, 6:1       |
| 8.  | 08/03/2009 | Giza                       | Ceglana | Oksana Kalasznikowa | Marlot Meddens Bibiane Schoofs     | 6:4, 6:2       |
| 9.  | 02/08/2009 | Rabat                      | Ceglana | Lisa Sabino         | Natasha Bredl Stephanie Hirsch     | 7:5, 6:1       |
| 10. | 02/10/2010 | Algier                     | Ceglana | Marcella Koek       | Krystyna Kazymowa Nadija al-Alami  | 6:0, 6:1       |
| 11. | 09/10/2010 | Algier                     | Ceglana | Marcella Koek       | Sophie Cornerotte Jennifer Migan   | 6:4, 6:3       |
| 12. | 15/07/2011 | Tanger                     | Ceglana | Anna Morgina        | Anna Agamennone Linda Mair         | 3:6, 6:4, 10–6 |